# Ficus callophylla
Ficus callophylla är en mullbärsväxtart som beskrevs av Carl Ludwig von Blume. Ficus callophylla ingår i släktet fikonsläktet, och familjen mullbärsväxter. Inga underarter finns listade i Catalogue of Life.